# Resolució 860 del Consell de Seguretat de les Nacions Unides
La Resolució 860 del Consell de Seguretat de les Nacions Unides fou adoptada per unanimitat el 27 d'agost de 1993. després de recordar les resolucions 668 (1990), 745 (1992), 840 (1993) i altres resolucions pertinents sobre Cambodja, el Consell va confirmar els plans per a la retirada de l'Autoritat Transitòria de les Nacions Unides a Cambodja (UNTAC).
Es va rendir tribut a l'antic rei Norodom Sihanouk per ajudar a aconseguir la pau, l'estabilitat i la reconciliació nacional genuïna al país. El Consell va recordar que, en els Acords de París, el període transitori acabaria quan l'assemblea constituent elegida aprovés una constitució i es transformés en assemblea i govern legislatiu. Per tant, va prendre nota de la petició de l'administració conjunta interina de Cambodja per mantenir el mandat de la UNTAC fins que s'hagués format un nou govern.
El Consell ha posat èmfasi en la importància de completar una constitució de conformitat amb els Acords de París, confirmant que les funcions de la UNTAC acabarien després de la formació d'un nou govern al setembre de 1993. Va concloure decidint que el període de retirada acabaria el 15 de novembre de 1993, per garantir una retirada segura i ordenada del component militar de la UNTAC.